# Lipinia nitens
Lipinia nitens är en ödleart som beskrevs av  Peters 1871. Lipinia nitens ingår i släktet Lipinia och familjen skinkar. Inga underarter finns listade i Catalogue of Life.